# Parepeolus stuardi
Parepeolus stuardi är en biart som först beskrevs av Ruiz 1935.  Parepeolus stuardi ingår i släktet Parepeolus och familjen långtungebin. Inga underarter finns listade i Catalogue of Life.